# Paseo de los Santos (Brozas)
El paseo de los Santos es un jardín público ubicado en la villa española de Brozas, en la provincia de Cáceres. Se ubica en las afueras septentrionales de la villa, cerca de la carretera EX-207, junto al cruce de la avenida Gabriel y Galán con la avenida de la Trashumancia. Se ubica en un lugar alto que sirve de mirador desde el que se puede ver tanto el casco antiguo de la villa como parte del paisaje que la rodea.
El parque fue creado en el año 1930, en torno al lugar en el que se ubicaba una antigua ermita dedicada a los Santos Mártires Abdón y Senén, de la cual se conservan en el actual parque los restos de un crucero, declarado Bien de Interés Cultural por la disposición adicional segunda de la Ley de Extremadura 2/1999. Aunque el parque no forma parte del conjunto histórico de la villa de Brozas por hallarse en la parte nueva del casco urbano, el decreto de declaración de 2016 menciona expresamente a la ermita de los Santos como parte de la historia de la villa.

## Historia
En su origen, en el área del actual paseo de los Santos había una ermita dedicada a los Santos Mártires Abdón y Senén, que dependía de la parroquia de Santa María. El origen de esta ermita es desconocido: uno de los pocos datos que se tienen de ella procede de los informes del Interrogatorio de la Real Audiencia de Extremadura de 1790, según los cuales la ermita pertenecía al Ayuntamiento de Brozas, que nombraba un mayordomo para organizar la fiesta de los Santos; los mismos informes señalan que el edificio tenía muy pocas rentas y que el clero local solamente asistía a la procesión, lo que facilitaría la desaparición del oratorio en décadas posteriores. El diccionario de Madoz, de mediados del siglo XIX, ya no menciona la existencia de esta ermita.
El actual paseo fue creado en 1930. Su principal reforma tuvo lugar en torno al año 2006, cuando comenzó una notable mejora de pavimentación, jardines y alumbrado con una subvención de 73 000 euros de la Junta de Extremadura, a la que se sumó en la misma época un parque infantil subvencionado por la Caja de Extremadura, en el contexto histórico de una grave burbuja inmobiliaria que estaba haciendo que toda la economía del país dependiera de las obras.

## Descripción
El paseo se estructura en torno a una gran explanada cuadrangular de unos cincuenta metros de largo por veinticinco de ancho, donde se ubican los jardines. Debido al desnivel del terreno, la parte oriental se ubica en alto y se accede a ella mediante unas gradas semicirculares, mientras que la salida occidental, que da acceso a un parque infantil, es llana. El desnivel noroccidental se ha aprovechado para escribir el nombre de la villa en topiaria. Los alrededores del parque infantil, que son la parte más alta del paseo, sirven de mirador desde el que puede verse gran parte del casco antiguo de la villa, con la iglesia de Santa María y el castillo destacando sobre el caserío en el centro de la vista; mirando en sentido contrario, también se ve parte del paisaje que rodea a la villa. El paseo cuenta también con una cancha de petanca.
En el extremo oriental del paseo hay además una pequeña explanada cuadrangular delimitada por una barandilla que mira al cruce de la avenida Gabriel y Galán con la avenida Trashumancia. En esta explanada se conserva el único resto que queda de la antigua ermita de los Santos Mártires Abdón y Senén: un crucero cuyos restos están formados por una basa cúbica apoyada en dos gradas cuadrangulares y un fuste cilíndrico y liso. Este crucero es uno de los pocos restos que quedan de un antiguo viacrucis que unía esta ermita con el convento de Nuestra Señora de la Luz; la mayor parte de las cruces de este viacrucis ha desaparecido por diversos motivos, aunque se conservan algunas como la que hay en el interior del cementerio de San Juan. Este crucero está declarado Bien de Interés Cultural por la disposición adicional segunda de la Ley de Extremadura 2/1999. Al haber desaparecido tanto el capitel como la cruz, el Ayuntamiento de Brozas la ha integrado en el parque instalando un farol en su parte superior, lo cual ha sido criticado por expertos en patrimonio histórico-artístico.
Al este del paseo, el cruce de la avenida Gabriel y Galán con la avenida Trashumancia está formada por un pequeño jardín triangular. En este jardín se ha instalado una estatua dedicada a los pastores trashumantes. La escultura es de bronce y representa a un pastor con su indumentaria habitual y sosteniendo un cayado entre sus dos manos y su espalda, acompañado por su perro pastor.